# Salgótarján
Salgótarján (szlovákul: Šalgov-Tarjany/Šalgotarján, németül: Schalgotarjan/Schalgau, korábbi nevei alapján: Tarján és kicsit később Salgó, korábbi helyesírás szerint: Salgó–Tarján) megyei jogú város Észak-Magyarországon. Nógrád vármegye székhelye és legnagyobb települése, Észak-Magyarország harmadik legnépesebb települése, népességét tekintve Szekszárd után a második legkisebb megyeszékhely Magyarországon. Székhelye még a Salgótarjáni járásnak is.
A Salgótarján név a Salgó és a Tarján nevek összetételéből keletkezett. A Salgó a közeli Salgó várra utal, mely név a salgó (ragyogó, fényes) melléknévből származik. A Tarján a honfoglaló magyar törzsek egyikének a neve volt, mely ótörök eredetű szó, jelentése fejedelem, alkirály.
Salgótarján a Novohrad-Nógrád UNESCO Globális Geopark települése.

## Városrészei
Salgótarjánnak 16 városrésze van. Ezek közül 5 egykori község, amelyet hozzácsatoltak a városhoz (korábban Somoskőújfalu is ezen városrészek közé tartozott, de 2006-ban önállósult). Salgótarjánban a városrészekhez 4 nagyobb és 1 kisebb lakótelep tartozik, amelyek túlnyomórészét házgyári panel elemekből vagy betonból épített, többszintes torony- vagy sokemeletes sorházak alkotnak.
Baglyasalja
Baglyasalja a középkorban is létező kis település volt, mely a vár alatt terült el, a Salgótarján felé eső északi részen és a török világban menekültek lakosai a falu mostani helyére. Felette magasodott Bagolykővár, másként „Kővár” vagy „Bagolyvár”. Innen ered a neve (Bagolykőváralja, Baglyos, Baglyasalja). Az itteni várat 1310-ben említette először oklevél.
Salgóbánya

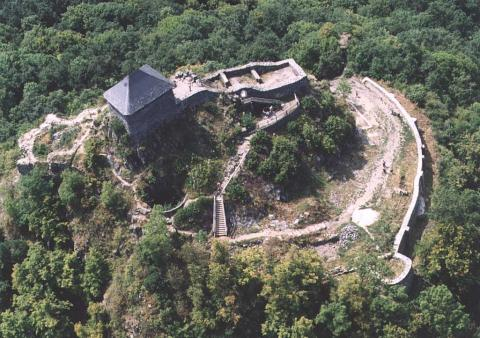
Salgó vára

Salgótarján legmagasabban fekvő városrésze, mivel 500 méteres tengerszint feletti magasságban, egy fennsíkon helyezkedik el, 2 km hosszan. Salgóbánya szintén már a középkorban létezett, de akkor még nagyon kicsi település, inkább tanya volt.
Somoskő
A település felett magasodó 526 méter magas hegyen, már Szlovákia területén lévő várát a Kacsics nemzetség Illés ágának tagjai építették a 13. század második felében. Mivel az Árpád-ház kihalása után a család tagjai Csák Mátét támogatták Károly Róbert király ellenében, ezért a király Csák Máté halálát követően birtokaikat elkobozta és Szécsényi Tamás ispánnak adta. 1593-ban Prépostváry Bálint vezetésével foglalták vissza a magyarok, köztük volt Balassi Bálint is. A 17. században házasság útján a Forgách család birtokába került a vár. Falait a Rákóczi-szabadságharc végén királyi parancsra rongálták meg.
1910-ben a falunak 499 magyar anyanyelvű lakosa volt. Salgótarjánhoz 1977-ben csatolták.
Zagyvapálfalva
Ezen a néven 1910. január 1. óta létezik település, amikor is a belügyminiszter egyesítette Andrásfalva és Pálfalva községeket. Házainak száma 218, római katolikus vallású magyar lakosaié 3499 fő. Postája, távírója és vasúti állomása helyben volt. Andrásfalvának az 1548. évi adóösszeírás szerint Lotho János volt a földesura. A későbbi összeírásokból hiányzik a község, sőt az 1705–1720. évi összeírásban sem fordul elő.
Zagyvaróna
A település északi végében lévő 423 méter magas Várhegyen állt egykor Zagyvafő vára, melyet a 13. század végén építtetett a Kacsics nemzetségből származó Zagyvafői család. Utóbbinak a 15. század húszas éveiben magva szakadt, így birtokaik Luxemburgi Zsigmond királyra szálltak. A vár ekkorra már romokban hevert, de az 1440-es években cseh huszita zsoldosok kerítették hatalmukba a környéket, akik újjáépítették a várat.
Jelentősebb lakótelepek
Kemerovó-lakótelep

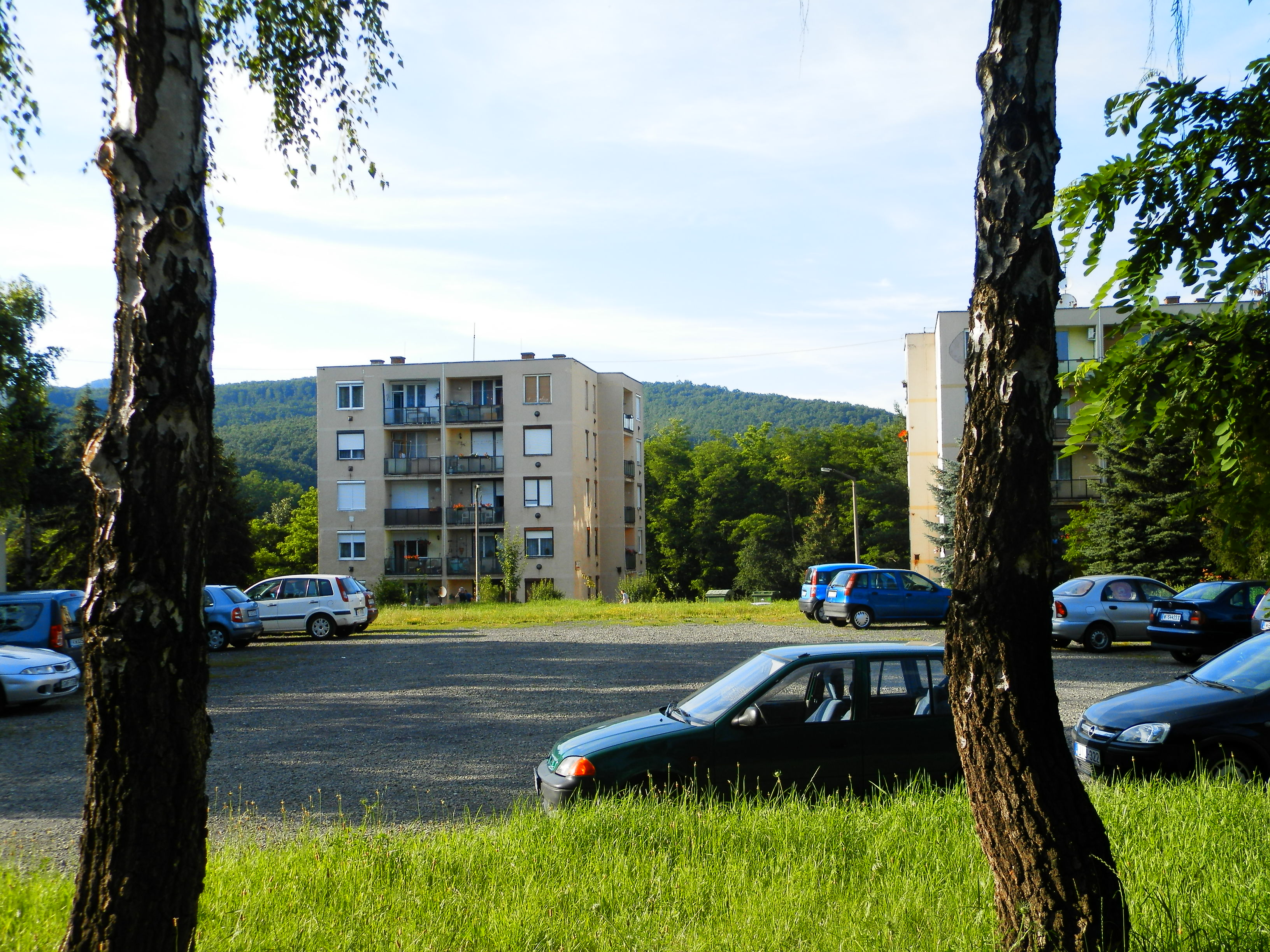
Látkép a lakótelep „kiskörúti” részéről

Az 1960-as években építették a József-akna meddőhányójára a Nógrád Megyei Állami Építőipari Vállalat (NÁÉV) tervei alapján. Két részből áll: az ún. „nagykörútból” és az ún. „kiskörútból”. Utóbbi egy északi irányú kisebb méretű toldása a lakótelepnek. A lakótelep az oroszországi Kemerovo városáról kapta a nevét, mellyel Salgótarján testvérvárosi kapcsolatot ápolt. Viszonzásként Kemerovo egyik lakótelepét Salgótarjánról nevezték el.
Gorkij-lakótelep
A Gorkij-lakótelepet az 1960-as–1970-es évek tájékán kezdték építeni Zagyvapálfalva nyugati peremén a 21-es főúttal párhuzamosan húzódó domboldalra. A lakótelep a Pálfalva-patak-Bányagépgyár-21-es főút háromszögben helyezkedik el. Névadója Makszim Gorkij orosz drámaíró.
Beszterce-lakótelep

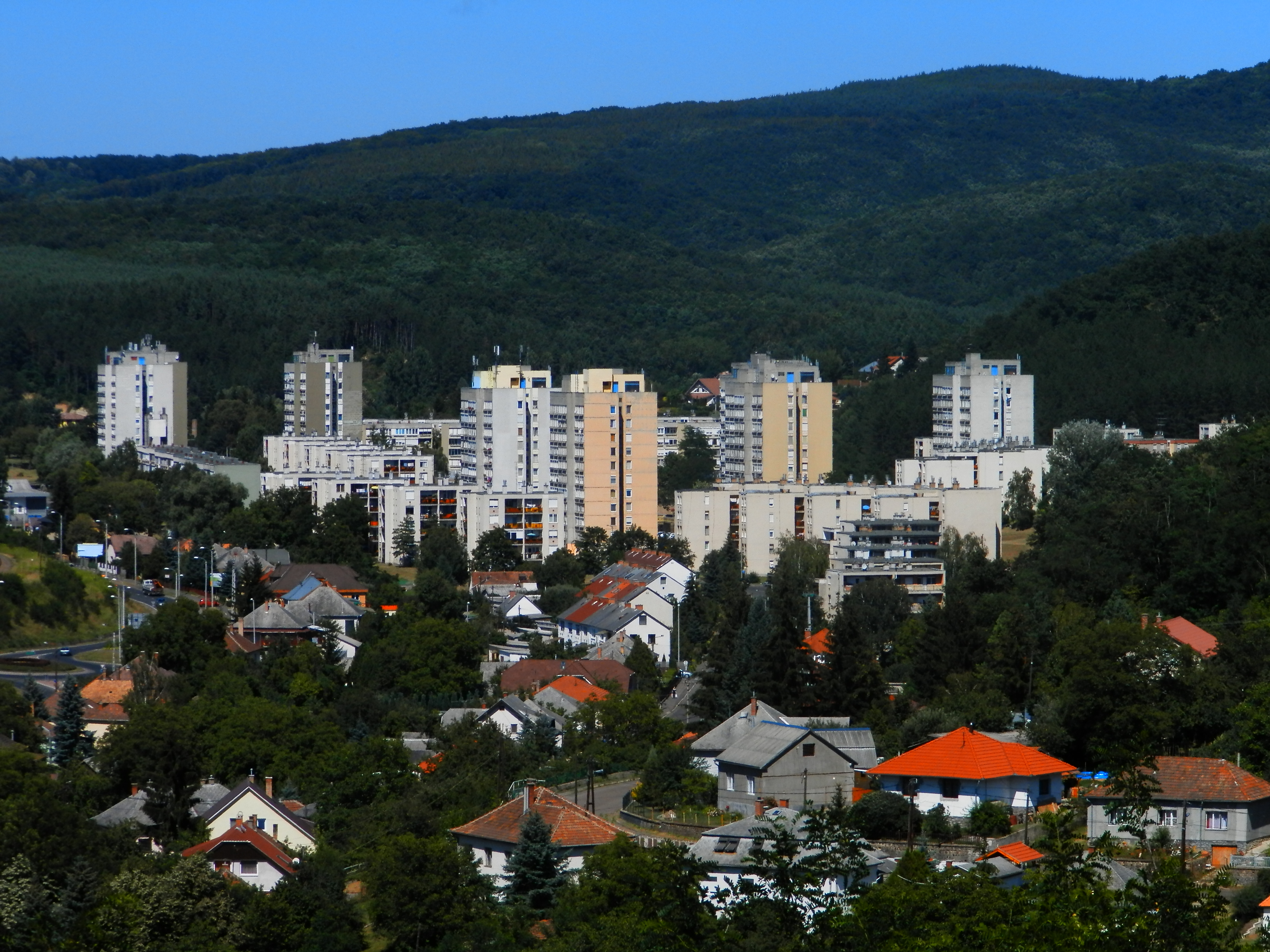
A Beszterce-lakótelep látképe a Kemerovó-lakótelepről nézve

A város lakótelepei közül a legnagyobb és a legnépesebb. A város északi részén, a 21-es főúttal párhuzamosan épült ki, a Nógrád Megyei Állami Építőipari Vállalat (NÁÉV) tervei alapján.
Kisebb városrészek, tanyák, lakótelepek
Salgótarján kisebb városrészei:
Barackos, Béketelep, Dugdelpuszta, Csernyik-völgy, Csizmadiatelep, Csókáspuszta, Eperjes-telep, Eresztvény, Forgách-telep, Gedőcipuszta, Gyurtyános, Idegértelep, Jónás-telep, Kempingtelep (Camping-telep), Kotyházapuszta (Kotyháza), Kotyházatelep (Hámán Kató telep), Kormospuszta, Kőváralja, Művésztelep, Napsugár-lakótelep, Nyárjaspuszta, Pécskőpuszta, Pintértelep, Ponyipuszta (Kisponyi), Rokkanttelep, Rónabánya, Rónafalu, Somlyóbánya, Szilvás, Szigetpuszta, Szilváskő-puszta, Vízválasztó

## Földrajza, éghajlata

### Fekvése, földrajzi helyzete
Salgótarján a Karancs, a Medves és a Cserhát hegységek találkozásánál, a Tarján-patak és a Zagyva vízgyűjtőjének két szűk völgyében fekszik, amelyek jellegzetes „Y” alakot formáznak. A két völgy további kisebb völgykatlanokra tagolódik, amiben a Belvárostól távolabbi városrészek helyezkednek el. (Például: Baglyasalja, Zagyvapálfalva). A központ völgyfenéki részei 230–240 méter, egyéb lakott területei pedig 220–500 méter magasan helyezkednek el. A város két meghatározó közlekedési gerince a Tarján-patak völgyében délről északra haladó 21-es főút és a Hatvan–Somoskőújfalu-vasútvonal.
A város legmagasabban fekvő lakott területe az 500 méter magasan fekvő Salgóbánya.
A település közelében álló legmagasabb hegy a 729 méter magasra emelkedő Karancs.
A megyében és a környéken a jellemző talajtípus a barna erdőtalaj és a fakó erdőtalaj, valamint a porhanyós homokkő. A Zagyva völgye miatt kialakult az ún. Réti talajok, amelyek kisebb művelésekre is kiválóak. Ezek főleg a bogyós termések lehetnek. pl. szőlő, földieper, eper, kökény.

### Éghajlata, vízrajza
Éghajlat

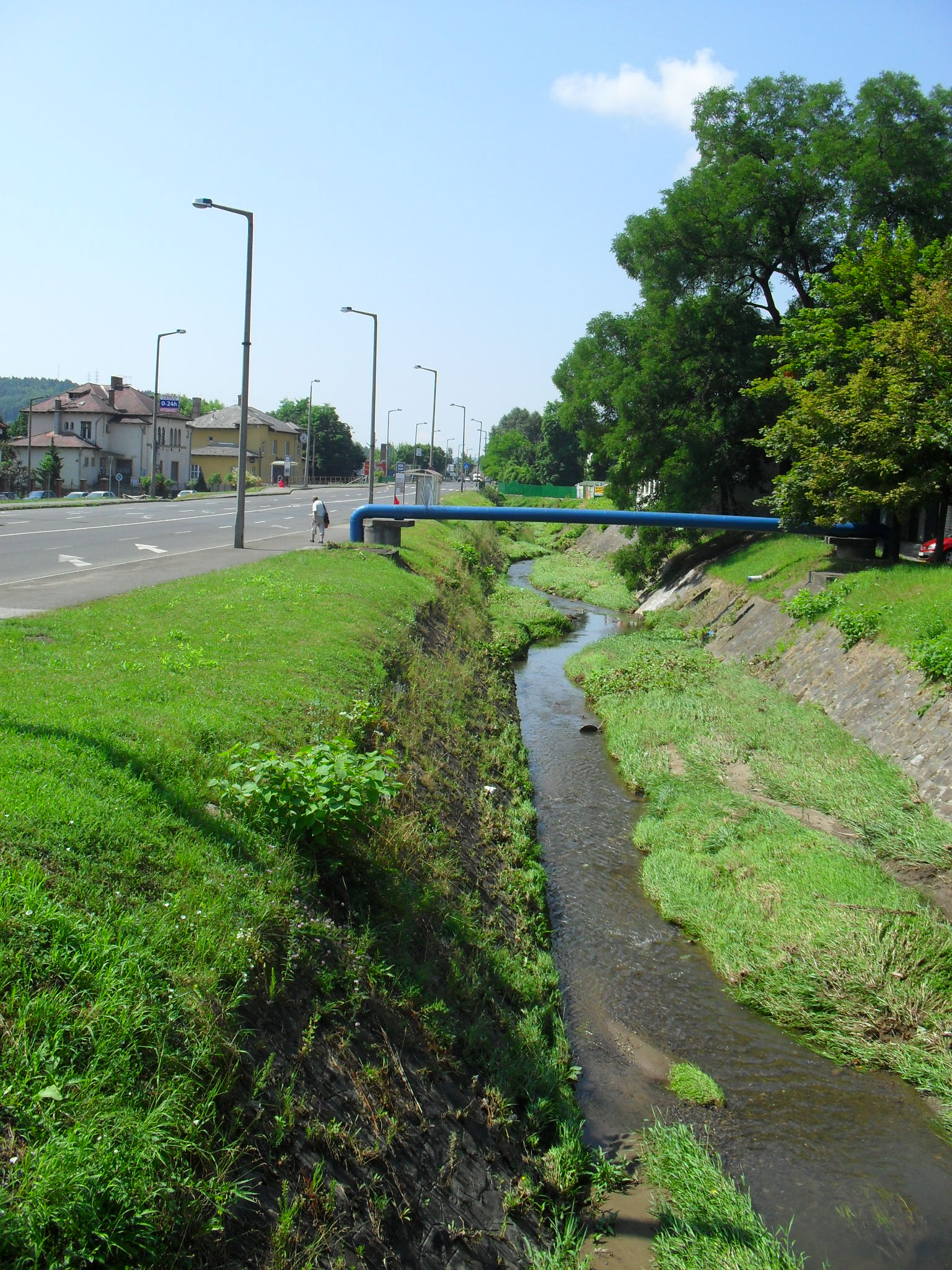
A Tarján-patak Salgótarjánban

A Karancs-Medves hegység vidékének éghajlatára a kontinentalitás a jellemző. Az atlanti-óceáni, a kontinentális és a földközi-tengeri éghajlati elemek hatása érződik itt. Az enyhe, csapadékos, mérsékelt nyárban, a szabályos csapadékeloszlásban az atlanti hatás; a hideg télben, a kora nyári csapadékcsúcsban a kontinentális; a száraz, forró nyárban, az őszi-téli esőkben a földközi-tengeri légtömegek hatása nyilvánul meg. Az évi középhőmérséklet 1–2 °C-kal elmarad a 10 °C-os országos átlagtól. A Karancs-vidék évi csapadéka 550–600 mm, a Karancson és a magasabb hegyek nyugati lejtőin 650–700 mm. A vidék uralkodó szele az északnyugati, a keleti lejtőkön gyakori az északkeleti. A napsütéses órák száma évi átlagban 1600–1850.
| Hónap                         | Jan. | Feb. | Már. | Ápr. | Máj. | Jún. | Júl. | Aug. | Szep. | Okt. | Nov. | Dec. | Év   |
| ----------------------------- | ---- | ---- | ---- | ---- | ---- | ---- | ---- | ---- | ----- | ---- | ---- | ---- | ---- |
| Átlagos max. hőmérséklet (°C) | 0,0  | 2,8  | 9,3  | 15,0 | 20,9 | 23,0 | 25,3 | 23,9 | 20,3  | 14,6 | 5,8  | 1,4  | 13,6 |
| Átlaghőmérséklet (°C)         | −2,0 | 0,3  | 3,6  | 13,7 | 14,5 | 18,6 | 18,5 | 19,1 | 16,6  | 11,3 | 5,1  | 0,6  | 10,0 |
| Átlagos min. hőmérséklet (°C) | −4,0 | −1,7 | 1,6  | 6,0  | 10,5 | 13,6 | 15,0 | 14,8 | 11,7  | 7,0  | 2,2  | −1,7 | 6,3  |
| Átl. csapadékmennyiség (mm)   | 39   | 32   | 38   | 55   | 63   | 80   | 61   | 63   | 45    | 37   | 56   | 40   | 609  |
| Havi napsütéses órák száma    | 55   | 91   | 146  | 187  | 190  | 190  | 196  | 188  | 145   | 96   | 82   | 59   | 1625 |
| Forrás:                       |      |      |      |      |      |      |      |      |       |      |      |      |      |

Vízrajz és ivóvízrendszer
A Karancs-Medves hegység vízrajzi jelentősége nagy, mivel a Duna-Tisza közötti vízválasztó a Cserhát felől itt halad át. A Salgótarján melletti vízválasztó az Ipoly és a Zagyva folyók között osztja meg a lefolyó vizeket. A Medves déli lábánál eredő Zagyva 179  folyamkilométer után éri el a Tiszát.
A Karancs hegy keleti oldalán, Somoskőújfalunál található az a vízválasztó, melytől északra az Ipolyhoz tartozó Füleki-patak, délre a Tarján-patak folyik.
A körzet igen gazdag forrásokban, melyek közül a legjelentősebbek: Magyar-bányai-forrás, Minyus-forrás, Ponyi-forrás, Bodzfás-forrás, Petőfi-forrás, István-forrás, Tarász-forrás.
A város alatt húzódó rétegvízrendszerből nyerik az ivóvizet amelyet a Pécs–kő oldalán található víztározó medencénél tisztítanak és tárolnak. Innen jutnak el különböző átmérőjű csöveken a fogyasztókhoz a víz. Az elhasznált víz pedig a Sugár úti szennyvíztisztítóhoz.
A környék és a város vizének a keménysége körülbelül 8–12nk°  között mozog.

### Növény- és állatvilága
A vidék földrajzi szempontból a Matricum flóravidékbe tartozik. A Karancs és a Medves hegység környékének jellemző erdőállományai: a gyertyános-kocsánytalan tölgyesek, cseres-kocsánytalan tölgyesek, bükkösök, molyhos-cseres tölgyesek, mészkerülő tölgyesek. Az akác is meghonosodott, amely szinte az egész várost koszorúba fonja. A Salgótarjáni Kőszénbánya Rt. városkörnyéki erdeiben a kopár területeket 1880–1910 között kezdték erdősíteni. A rónai erdőrészen akác-, erdeifenyő-, vörösfenyő-, feketefenyő-ültetvények keletkeztek, melyek kiegészítették a bükk-, nyír-, nyár-, gyertyán- és tölgyerdőket. A város megújulásakor illetve a lakótelepek építésekor is sok fát kellett kivágni. Az építők ezeket főleg erdeifenyővel és tujával pótolták.
A vidék állatvilága megegyezik a Mátráéval és a Bükk-vidékével. Faunagenetikailag egy körzetbe tartozik, fajösszetételében az erdő és a hegyvidék a meghatározó. A madár és az emlősfauna főleg az erdő, rét és legelő területén található meg, mert ez életteret biztosít a számára. A nyúl, fogoly és fácán az egész körzetben megtalálható, a vaddisznó, az őz és a szarvas természetes élettere a cserjeszintű tölgyesek területe. Madárvilága gazdagnak mondható. Főleg az erdei énekesmadarak, a fácán és a tőkés réce a jellemző madarak. Mivel Salgótarján elég közel van az erdőkhöz ezért a vadállatok, főleg vaddisznó, róka gyakran betolakodnak a lakott területekre. Nyáron hajnalonként és reggel (4 óra és 9 óra között) a városban gyakori a madarak órákig tartó csicsergése.

## Történelme
| Főbb közigazgatás-történeti adatok 1900 óta | Főbb közigazgatás-történeti adatok 1900 óta   |
| ------------------------------------------- | --------------------------------------------- |
| Rangja                                      |                                               |
| 1922-ig                                     | nagyközség                                    |
| 1922–1929                                   | rendezett tanácsú város                       |
| 1929–1950                                   | megyei város                                  |
| 1950–1954                                   | közvetlenül a megyei tanács alá rendelt város |
| 1954–1971                                   | járási jogú város                             |
| 1971–1994                                   | város                                         |
| 1994 óta                                    | megyei jogú város                             |
| Hozzá tartozó települések                   |                                               |
| 1950 óta                                    | Baglyasalja                                   |
| 1961 óta                                    | Zagyvapálfalva                                |
| 1973 óta                                    | Zagyvaróna, Rónafalu, Rónabánya               |
| 1977 óta                                    | Somoskő, Salgóbánya, Eresztvény               |
| 1977–2006                                   | Somoskőújfalu                                 |
| Területi beosztása                          |                                               |
| 1913-ig                                     | Nógrád vármegye, Füleki járás                 |
| 1913–1922                                   | Nógrád vármegye, Salgótarjáni járás           |
| 1922–1950                                   | Nógrád vármegye                               |
| 1950 óta                                    | Nógrád megye                                  |
| 1994–2013                                   | Nógrád megye, Salgótarjáni kistérség          |
| 2013 óta                                    | Nógrád megye, Salgótarjáni járás              |
| Megyeszékhely                               |                                               |
| 1950–1952                                   | Nógrád megye (formálisan)                     |
| 1952 óta                                    | Nógrád megye (ténylegesen)                    |
| Egyéb központi szerepköre                   |                                               |
| 1913-ig                                     | Füleki járás székhelye                        |
| 1913–1983                                   | Salgótarjáni járás székhelye                  |
| 1983–1990                                   | Salgótarjáni városkörnyék központja           |
| 1994–2013                                   | Salgótarjáni kistérség központja              |
| 2013 óta                                    | Salgótarjáni járás központja                  |

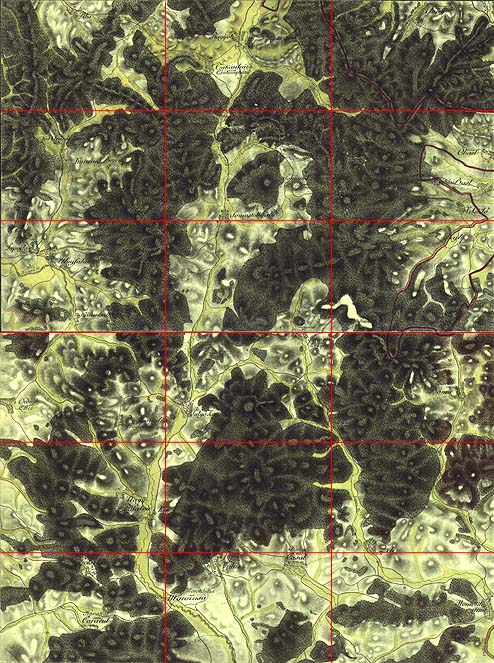
Az I. katonai felmérés térképe

Történetét a honfoglalás idejéig vezethetjük vissza. A 10. század első évtizedében a Tarján nevű törzs birtokolta, melyet a belső gyepűvonal védelmére telepítettek ide.
A település a Kacsics nemzetség ősi birtokaihoz tartozott. 1246-ban a Kacsics nemzetség Illés ágából származó Péter birtoka volt.
1280-ban Péter testvérének, Simonnak fiait, Miklóst és Simont találjuk itt. 1327-ben az ugyanebből a nemzetségből származó Salgai Illés és Miklós, valamint ezek fiainak osztatlan birtoka volt.
1332–1337-ben már a pápai tizedjegyzék is említette plébániáját, tehát ekkor már egyházas hely volt.
Egy 1348-ban kelt oklevél már említette Salgó várát is, amelynek közelében feküdt a község.
1411-ben a Szécsényieké, akik ekkor megosztoztak az öröklött javakon, az itteni vár Salgó Simonnak jutott.
1450-ben a cseh husziták birtokába került, akiktől azonban 1460-ban Hunyadi Mátyás király
visszafoglalta.
Tarján helység az egész középkorban a Salgó vára sorsában osztozott és vámhely is volt.
1439-ben az oklevelek Salgó községet is említették, amely közvetlenül Salgó vára alatt, a későbbi Salgó-puszta helyén feküdt.
1548-ban Bebek Ferenc volt a település földesura.
1552-ben a vár Derencsényi Farkas kezében volt, de 1554-ben, miután az őrség Zagyvai Ferenc kapitány vezetése alatt az ellenség közeledtére megfutamodott, a vár a törökök kezébe került.
1562–1563-ban Hüsszein, Ali basa nagyvezér csauszának hűbérbirtoka lett.
1593-ban Tiefenbach Kristóf és Pálffy Miklós foglalták vissza a várat a törököktől.
A 17. században már kovácsműhelye és malma is volt a falunak, amelynek ekkor 247 lakója volt. Fülek várának 1682-es ostroma után a település elnéptelenedett, és tíz évig lakatlan maradt. 1782-ben lassan újra benépesülő település még sokáig nem tartozott a jelentősebbek közé. Ekkor eléggé színes lett a nemzetiségi összetétel, amelyek főleg szlovákok voltak. Érkeztek ide visszavándorló magyarok illetve ruszinok.
A törökök kiűzése után a helység gróf Volkra Ottó Kristóf birtokába került, akinek örökös nélküli halála után, a 18. század elején, báró Szluha Ferenc szerezte meg.
1715-ben 17, 1720-ban 20 magyar háztartását írták össze, 1470-ben még a báró Szluha család volt a birtokosa.
1770-ben Jeszeniczei Jankovich László, 1828-ban Jankovich Antal, Nógrád vármegye alispánja, majd gömöri főispán volt a földesura.
1783-ban újabb betelepülési hullámban érkeztek visszamenekülő magyarok és romák.
1821-ben régi kis temploma tűzvész áldozata lett. Jankovich Antal, a plébánia akkori kegyura, a leégett templomot helyreállíttatta és megnagyobbíttatta, Luby József pedig 1866-ban tornyot építtetett hozzá. A hívek szaporodásával azonban ez a templom is szűk lett, mire azt Kovács Nándor prépost-plebános kezdeményezésére 1900-ban teljesen átalakították. Református temploma 1882-ben épült, de a tornya 1894-ben.
A 19. században többször érték a helységet súlyos elemi csapások. Az 1840 években az árvíz döntötte romba a katlanszerű völgyben álló lakóházakat és gazdasági épületeket. Árvíz volt még 1870-ben és 1873-ban is, majd 1821-ben nagy tűzvész volt, amelyben a római katolikus templom teteje is leégett.

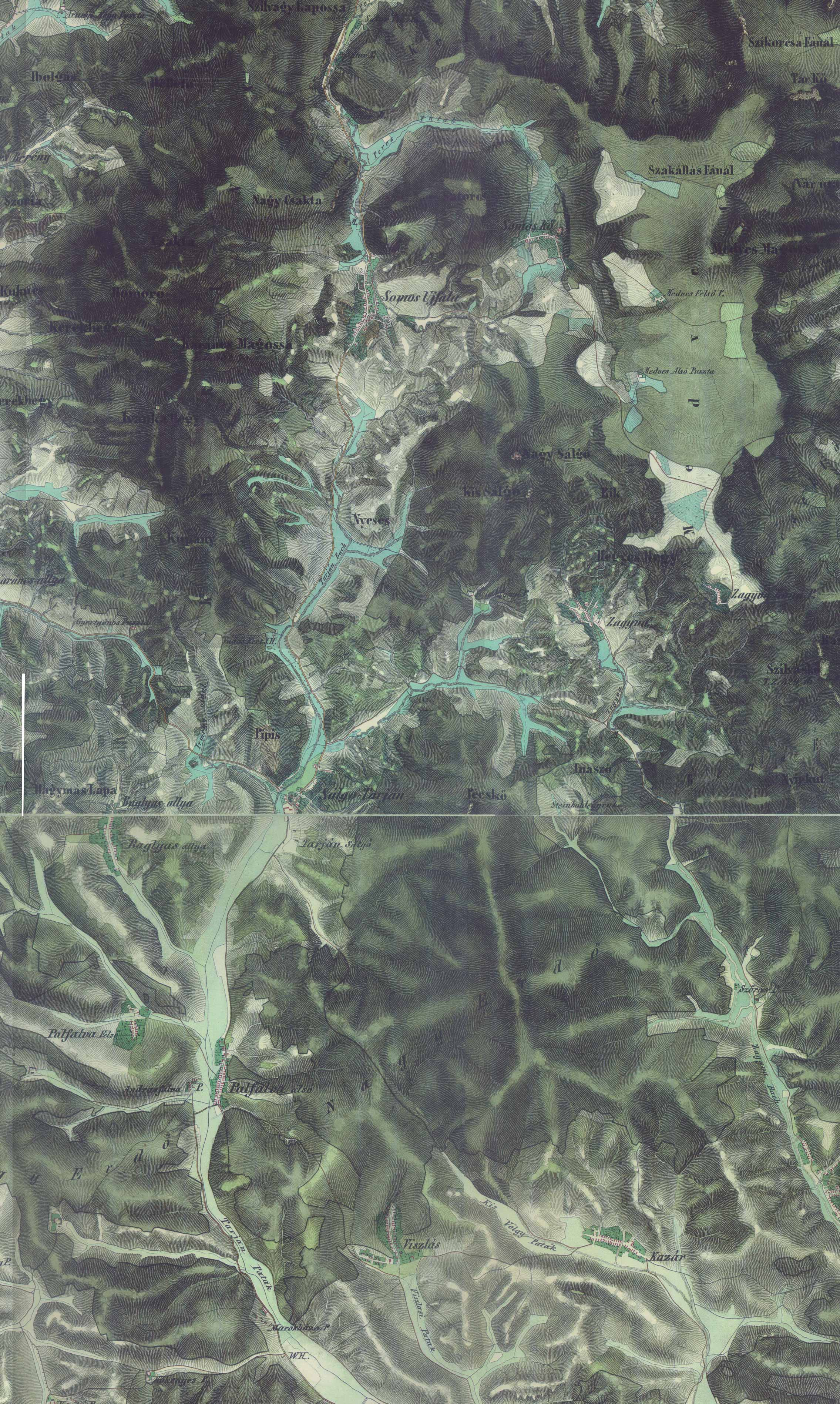
A II. katonai felmérés térképe

1847-től Hyeronimus Morsbrugger bécsi vállalkozó Weber Alajos mérnökkel szén után kutatott a falu közelében, ahol 1850-ben barnakőszenet fedeztek fel. Beindult a bányászat, majd az erre alapuló ipar, így a település is gyors növekedésnek indult. Az 1860-as évek végén megalakult az akkori idők egyik legnagyobb társasága: a Salgótarjáni Kőszénbánya R.T. 1881-ben két cég egyesülésével óriási gyárkomplexum alakul ki elsősorban az itteni szénelőfordulásoknak köszönhetően: a Rimamurány-Salgótarjáni Vasmű R.T. Ez akkoriban az ország második legnagyobb vasfinomító vállalata volt, és az elit üzemek közé tartoztak ahol magas fokú kiképzésben részesültek a szakmunkások. Az ide özönlő idegen munkások miatt ekkoriban a város etnikai viszonyai is jelentősen változni látszottak. A megszervezett oktatásnak köszönhetően azonban sikerült egységes magyar munkásréteget kinevelni. A település az üzemek sokaságával és a bányászattal fejlődésnek indult. A várossá fejlődést a vasút is meghatározta, amely 1867-re érte el a várost. Ez a vasútvonal (Pest-Salgótarján) is fontos tényező volt a fejlődésben. Az akkori végállomás után egy iparvágány indult ki az Acélgyárhoz. De az Acélgyáron kívül a Tűzhely- és az Üveggyárhoz is kiágazott iparvágány. A vasút később tovább is kiépült. Ezáltal 1922-ben kapott a község városi rangot. A város első polgármestere dr. Förster Kálmán volt. A második világháború idején a város bányáit használták légópincéknek, valamint a Bányavasút alagútjait. A háborút erősen megsínylette a település, de hamar visszaállt minden a régi kerékvágásba.
A Rákosi-korszakban, 1950-ben az addigi Balassagyarmat helyett Salgótarján lett Nógrád megye székhelye, bár a megyei tanács végrehajtó bizottsága ténylegesen csak 1952-ben tudott átköltözni, mivel itteni működésének technikai feltételeit csak ekkor tudták biztosítani. Ez újabb ipari fejlődéshullámot indított meg. Megépült a Síküveggyár és az Üveggyapotgyár. 1950-ben hozzácsatolták Baglyasalja községet, 1961-ben Zagyvapálfalvát, 1973-ban Zagyvarónát, 1977-ben pedig Somoskő és Somoskőújfalu községeket. Közigazgatásilag Salgótarjánhoz tartozik Salgóbánya is.
Az 1956-os forradalom idején itt zajlott le a tüntető tömegre leadott legvéresebb sortűz, a halálos áldozatok száma 46 és 131 fő közzé tehető.
A belváros a Kádár-korszak elején nyerte el a mai formáját. Az addig romos, zömmel földszintes házsorokból álló utcák megújításához a kor legnevesebb építészei kaptak lehetőséget. Az első modern, vasbeton épület az új Fő tér északi oldalán az 1960–1964 között felhúzott, 84 szobás Karancs szálló lett. A szálloda előtt 1966-ban adták át József Attila Művelődési és Konferencia Központot. A szállodával szemben 1968-ban nyílt meg a Pécskő Üzletház. 1968-ban az új belváros megkapta a Hild János-díjat. A Fő tértől délre 1974-ben adták át a 21 emeletes Garzonházak két tornyát. (Az összesen 264 lakást magukba foglaló épületeket 2013–2015 között újították fel.) A szűk völgyekben sorra épültek a lakótelepek: Beszterce-lakótelep, Kamerovó-lakótelep és a Gorkij-lakótelep. Ekkoriban Salgótarján az iparvárosok közé tartozott. A bányák és az ipari üzemek körül is komoly beruházások történtek. A közigazgatási területen belül felújították az utakat és a vasutat. A hetvenes években kezdték építeni a várost elkerülő 210-es főutat. (Az elkerülő út 2013-óta a 21-es főút része.) Az üzemek bezárása az 1970-es évektől kezdődött, amikor a bánya bezárt a szén fogyása és a gazdaságtalan kitermelés miatt.

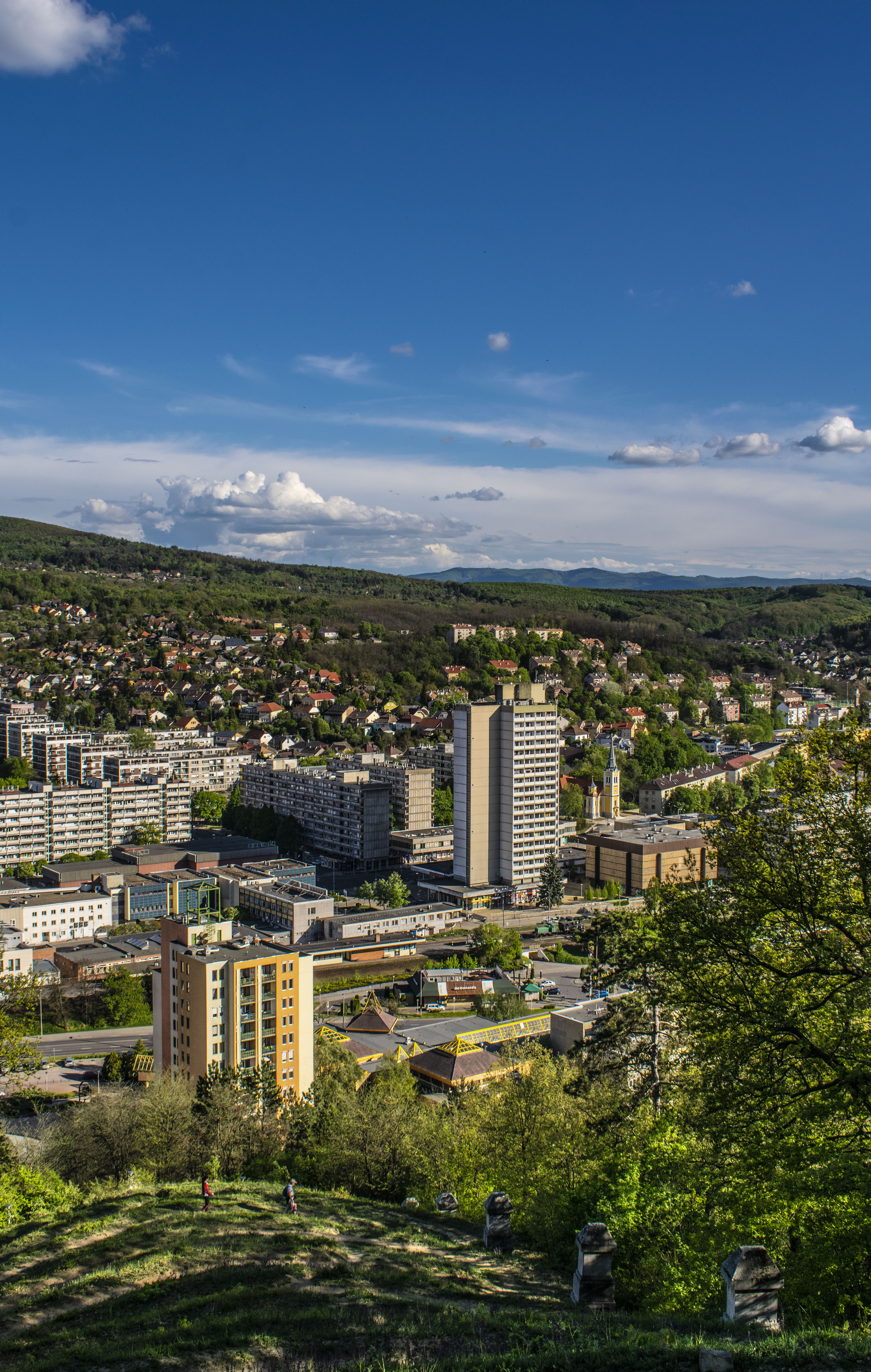
A városközpont látképe a Kálváriáról 2020-ban

A rendszerváltást követően drasztikus visszaesés állt be a város gazdasági életében. Elsőként a Síküveggyár jelentett csődöt, 1993-ban. Ebből a bajból az Öblösüveggyár és a Tűzhelygyár szerencsésen jött ki. 1992-ben a BRG elköltöztette Salgótarjáni üzemét, amellyel újabb üzem szűnt meg a városban. 1994-ben Salgótarján megyei jogú város lett, mivel ekkor valamennyi megyeszékhely a népességétől függetlenül megkapta e rangot. 1999-ben az Acélgyár is részben megszűnt. Ebben az egykori óriási üzemben már csak a hideghengermű és a szöggyártó gépek működnek. 2000-ben elkészült az ipari park, amely munkalehetőséget nyújt a város lakóinak. Somoskőújfalu a 2004. szeptember 4-i népszavazás alapján 2006-ban levált Salgótarjánról. 2008-ban újabb üzem zárt be, az Üveggyapotgyárban is leállt a termelés.
A 19. század második felétől a város a bányavidék központja volt, amíg a termelés a széntartalékok kimerülése és a magas önköltségi ár miatt meg nem szűnt. Nehézipara továbbra is hanyatlik, amely látszódik a városképben is. A csökkenő lakosság számára a korábbihoz képest szerényebb méretű helyi ipar és a közelmúltban megélénkült szolgáltatási szektor biztosítja a megélhetést. A 2008-as adatok alapján 38 683 fő élt a városban. A rendszerváltás óta arra törekszik, hogy ipara alkalmazkodjon a változó körülményekhez, illetve a turisták idecsalogatása is fontos szempont.

## Közlekedés

### Megközelítése
Közúton:
A település a fővárostól körülbelül 110 kilométeres távolságra fekszik. Leggyorsabban az M3-as autópályán és a 21-es főúton keresztűl érhető el.
Autóval vagy busszal Hatvan irányából a város déli határát irányonként két forgalmi sávval elérő 21-es főúton közelíthető meg. Rétsággal és Balassagyarmattal a 22-es főút köti össze. A belvárost tehermentesíti az elkerülő út, amelyet két lépcsőben adtak át: az első szakaszt 1976-ban, a másodikat 2008-ban. (Ez ma részben főútnak minősül, 211-es, részben pedig mellékútnak, 2307-es útszámozással.)
A környező kisebb települések közül Litke és Karancsalja felől a 2206-os, Vizslás és Kazár felől a 2302-es, Mátraszele és Mátraterenye felől a 2303-as, Cered felől a 2304-es, Nagykeresztúr felől pedig a 21 135-ös úton érhető el. Különálló városrészei közül Csizmadiatelep, Forgáchtelep és Somlyóbánya a 23 101-es úton közelíthető meg, előbbieket Kazárral a 23 117-es út kapcsolja össze. Zagyvaróna és Zagyvafő főutcája a 23 104-es, Rónafalué a 23 105-ös útszámozást viseli, (a közúton csak Somoskőújfalun keresztül elérhető) Salgóbánya és Somoskő pedig a 23 102-es, illetve a 23 103-as számú mellékutakon közelíthető meg.
| Útvonal         | Km    | Idő    |
| --------------- | ----- | ------ |
| ST – BP         | 109.1 | 1ó 25p |
| ST – – BP       | 113.2 | 1ó 40p |
| ST – Bgy – – BP | 120.5 | 1ó 55p |

 Vasút 
Vasúton az elmúlt évtizedekben lecsökkent forgalmú  a 81-es számú Hatvan–Somoskőújfalu-vasútvonalon közelíthető meg a város. A vonal magyarországi szakaszán órás ütemes menetrend van érvényben (hétvégén kétórás), Hatvanban csatlakozással Budapest, Miskolc, Eger és Szolnok felé. A fővárosból legkevesebb 2 óra 23 perc, vagy 3 óra, Hatvanból 1 óra 20 perc a menetidő. A város közigazgatási területén két állomás és egy megállóhely található: Zagyvapálfalva vasútállomás, Salgótarján külső vasútállomás és Salgótarján megállóhely. Utóbbiak ma látható épületeit az 1970-es években emelték, a régi épületeket elbontották, míg a zagyvapálfalvi állomás régi felvételi épülete az eredeti állapotában maradt fenn.

### Tömegközlekedés
1955 óta közlekedik menetrend szerinti autóbuszjárat a városban. Az elővárosi és a távolsági vonalakon Ikarus, Volvo, Rába és Credo autóbuszok közlekednek. A helyijáratok Salgótarján Külső pályaudvar mellett lévő buszmegállókból, a távolsági járatok pedig a belvárosi autóbusz-pályaudvarról indulnak. Utóbbi épületét 2007-ben felújították. A helyi autóbuszvonalakon óránként-félóránként indulnak autóbuszok. Salgótarjánból Budapestre és Egerbe egyaránt óránként indulnak buszjáratok. Tanítási időszakban Kecskemétre, Debrecenbe, Miskolcra és Szegedre is indulnak távolsági buszok.
Közlekedési eszköznek számított a bánya működésének idején a bányavasút (köznyelvben: Kis villamos) amelyen főleg a bányamunkások és a bánya mellett dolgozók közlekedtek.
1881 és 1957 között üzemelt a Salgótarjáni fogaskerekű vasút a Salgótarjáni Acélgyár és Salgóbánya között. Főleg szén szállítására használták, de korlátozott személyforgalom is folyt rajta.

### Kerékpáros közlekedés
Salgótarjánban a kerékpáros közlekedés is fejlesztésnek indult. Ennek jele a várost észak–déli irányban átszelő kerékpárút megépítése amely három ütemben kerül megépítésre. Az első ütemben a régi Ipari park – Szécsényi úti körforgalom közötti kerékpárút vége és az Eperjes-telep között épült ki 3,3 km hosszan 2011 szeptemberében. Az első ütem keretében 137 554 828 Ft támogatás érkezett

Jelenleg folyik a kerékpárút Eperjes-telep és a Városi Sportcsarnok közötti szakaszának építése amely során a munkaterület átadása 2013. április 22-én volt, az építkezés pedig májusban kezdődött. A pályázati összköltségből bruttó 164 384 863 Ft fordítható kivitelezési munkálatokra, amelyhez az önkormányzat további bruttó 10 906 150 Ft összeget biztosított a pályázatban el nem számolható építési költségekre. Várhatóan még 2013-ban átadják a második szakaszt.
Jelenleg előkészítési folyamat alatt áll a kerékpárút harmadik – Városi Sportcsarnok és Beszterce-lakótelep közötti szakasza. Ez magába foglalná az Ipari park és Bátonyterenye Kisterenye városrészének határa között megépítendő kerékpárutat is. Így akár egy 15 km hosszú kerékpárút is létrejöhet a két település összekötésével.

## Jelképek
Címer

A címer

A város vezetői 1922-ben igyekeztek a várost megillető címer használatának jogosságát felkutatni. A címert a levéltárral szerették volna elkészíttetni, hogy a heraldika követelményeinek megfeleljen és a település történelmi múltján kívül kifejezésre jusson a bányászat és a kohászat szerepe a város életében. A belügyminiszterhez felterjesztett címertervet azonban a szakértők nem találták adományozásra alkalmasnak, mivel a heraldika szabályainak nem felelt meg.
A város vezetése ezek után évekig olyan jelképeket használt hivatalos rendezvényeiken, amelyek címerszerű jelvénynek hatottak.
A jelenlegi jelképet a rendszerváltás után, 1992-ben fogadta el az akkori önkormányzati képviselő-testület.
A jelenlegi címer talpú hasított pajzs, melynek jobb oldalán a bányászati múltat jelképező fekete mezőben a három ezüst pólya a helységet átszelő vizeket (Salgó-, Tarján- és Pécskő-patakokat) jelképezi. A bal oldali ezüst mezőben a hármas zöld színű halom felett fekete sas látható. A hármas zöld halom a város természeti környezetére, a fekete sas a honfoglaló magyarok Tarján nevű hadrendnek tekinthető törzsére utal. A pajzsfőn arany színű, ötös osztású, ívelt, a pajzzsal két szélén közvetlenül érintkező koronát formázó bástya a Salgótarjánt körülvevő várakat (Baglyaskő, Salgó, Zagyvafő) szimbolizálja.

Zászló
A város zászlajának zászlólapja 2:3 arányú téglalap. A zászlórúd felől nézve első harmadában ezüst alapon álló helyzetben a város címere, a mező mértani középpontjában, a második és harmadik harmadában fekete alapon három ezüst pólyával. A díszzászló körben ezüst zsinórral, a végén ezüsttel rojtozott, a címer alatti félkörben Salgótarján felirat látható fekete színű hímzéssel. A zászlót 1992. augusztus 31-i ülésén fogadta el az önkormányzat képviselő-testülete.

## Népesség
Salgótarján népessége 2022. október 1-jén 31 312 fő volt, ami Nógrád vármegye össznépességének 17,2%-át tette ki. A 2011-es népszámlálás óta 5950 fővel csökkent a város lakosság száma. Ebben az évben az egy km²-re jutó lakók száma, átlagosan 337 ember volt. Salgótarján népesség korösszetétele igen kedvezőtlen. 2022-ben a város lakónépességének a 12%-a 14 évnél fiatalabb, míg a 65 éven felülieké 26% volt. 2022-ben a férfiaknál 70,2, a nőknél 77,8 év volt a születéskor várható átlagos élettartam. A legmagasabb befejezett iskolai végzettség szerint az érettségi végzettséggel rendelkezők élnek a legtöbben a városban 9750 fő, utánuk a következő nagy csoport az általános iskolai végzettséggel rendelkezők 6413 fővel. 2022-ben a 6 évnél idősebb népesség 82%-nál volt internet elérési lehetősége. A népszámlálás adatai alapján a város lakónépességének 7%-a, mintegy 2199 személy vallotta magát valamely kisebbséghez tartozónak. A kisebbségek közül cigány, szlovák és német nemzetiségűnek vallották magukat a legtöbben.
A 19. század közepén a falu népessége mintegy 800 fő volt, a mai Salgótarján területén fekvő falvak együttes lélekszáma pedig mintegy 3500.
A település és környéke a szénbányászat majd az ahhoz kapcsolódó ipar fejlődésével indult jelentős gyarapodásnak. Maga Salgótarján az 1870-es években lépte át az 5 ezer fős határt, az 1890-es években a 10 ezer főt és 1940 körül a 30 ezret. A szomszédos, később hozzácsatolt települések hasonló ütemben gyarapodtak. A II. világháború rövid időre megakasztotta a fejlődést, de Nógrád megye székhelyének idehelyezése és az ipar erőteljes fejlesztése újabb lendületet adott annak. A népességnövekedés újabb három évtizeden át folyamatos és jelentős volt, 1980 körül laktak a legtöbben Salgótarjánban, ekkor a város népessége (beleértve az időközben hozzácsatolt településeket is) kevéssel meghaladta a 46 ezer főt. Azóta azonban a népesség folyamatosan csökken, a csökkenés üteme jelentősen meghaladja az országos átlagot, és fő oka a helyi gazdaság, főleg az ipar visszaesése. 2008-ban már 38 683 fő élt itt, igaz, ebben a számban nincs benne a 2006-ban önállóvá vált Somoskőújfalu több mint 2000 lakója. Ma már kevesebben laknak Salgótarjánban, mint 1960-ban.
A 2022-es népszámlálási adatok szerint a magukat vallási közösséghez tartozónak valló salgótarjániak túlnyomó többsége római katolikusnak tartja magát. Emellett jelentős egyház a városban még a református.
Salgótarján népességének változását az alábbi ábra szemlélteti (2001-ig Baglyasalja, Somoskő, Somoskőújfalu, Zagyvapálfalva és Zagyvaróna népességét is beleértve, 2008-ban viszont a 2006-ban önállóvá vált Somoskőújfalu 2287 fős népessége nélkül):

### Iskolai végzettség
| Iskolai végzettség                | Iskolai végzettség               | Iskolai végzettség | Iskolai végzettség | Iskolai végzettség |
| --------------------------------- | -------------------------------- | ------------------ | ------------------ | ------------------ |
|                                   |                                  |                    |                    | fő                 |
| Általános iskolát nem végezte el  | Általános iskolát nem végezte el |                    | 2458               | 2458               |
| Általános iskola                  | Általános iskola                 |                    | 6413               | 6413               |
| Szakmunkás                        | Szakmunkás                       |                    | 5327               | 5327               |
| Érettségi                         | Érettségi                        |                    | 9750               | 9750               |
| Diploma                           | Diploma                          |                    | 5572               | 5572               |
| A 2022. évi népszámlálás szerint. |                                  |                    |                    |                    |

A 2001-es népszámlálási adatok alapján, Salgótarjánban a legmagasabb befejezett iskolai végzettség szerint az általános iskolai végzettséggel rendelkezők éltek a legtöbben 12 224 fővel. Második legnagyobb csoport az érettségi végzettséggel rendelkezőek voltak 10 853 fővel, utánuk következett az általános iskolai végzettséggel nem rendelkezők 6956 fővel, a szakmunkás végzettségűek 5246 fővel, végül a diplomások 4411 fővel.
A 2011-es népszámlálási adatok alapján, Salgótarjánban a legmagasabb befejezett iskolai végzettség szerint az érettségi végzettséggel rendelkezők éltek a legtöbben 10 612 fővel. Második legnagyobb csoport az általános iskolai végzettséggel rendelkezők voltak 9554 fővel, utánuk következett a szakmunkás végzettséggel rendelkezők 5676 fővel, a diplomások 5192 fővel, végül az általános iskolai végzettséggel nem rendelkezőek 4146 fővel.
A 2022-es népszámlálási adatok alapján, Salgótarjánban a legmagasabb befejezett iskolai végzettség szerint az érettségi végzettséggel rendelkezők éltek a legtöbben 9750 fővel. Második legnagyobb csoport az általános iskolai végzettséggel rendelkezők voltak 6413 fővel, utánuk következett a diplomás végzettséggel rendelkezők 5572 fővel, az általános iskolai végzettségűek 6413 fővel, végül az általános iskolai végzettséggel nem rendelkezőek 2458 fővel.

### Etnikai összetétel
A 2001-es népszámlálás adatok szerint a város lakossága 42 528 fő volt, ebből a válaszadók 39 975 fő volt, 39 886 fő magyarnak, míg 1119 fő cigánynak vallotta magát, azonban meg kell jegyezni, hogy a magyarországi cigányok (romák) aránya a népszámlálásokban szereplőnél lényegesen magasabb. 101 fő német, 101 fő szlovák és 28 fő román etnikumnak vallotta magát.
A 2011-es népszámlálás adatok szerint a város lakossága 37 262 fő volt, ebből a válaszadók 32 068 fő volt, 32 009 fő magyarnak vallotta magát, az adatokból az derül ki, hogy a magyarnak vallók száma jelentősen csökkent tíz év alatt, ennek egyik fő oka, hogy többen nem válaszoltak. Az elmúlt tíz év alatt, a nemzetiségiek közül a cigányok (2006 fő) száma megkétszereződött. A németek (136 fő), a szlovákok (113 fő), a románok (37 fő) és az oroszok (25 fő) száma kismértékben nőtt, az elmúlt tíz év alatt. A megyén belül, Salgótarjánban él a legtöbb magát cigánynak, németnek, orosznak valló nemzetiségi.
A 2022-es népszámlálás adatok szerint a város lakossága 31 312 fő volt, ebből a válaszadók 27 174 fő volt, 27 127 fő magyarnak vallotta magát. Az elmúlt tizenegy év alatt, a nemzetiségiek közül a legjelentősebben a szlovákok (141 fő) és az ukránok (23 fő) száma nőtt, miközben jelentősen csökkent a cigányok (1039 fő) és a németek (112 fő) száma. A népszámlálás adatai nem részletezi az el nem ismert nemzetiségeket, de a számuk jelentősen nőtt, 2011 óta 263 főről 797 főre.

### Vallási összetétel
Salgótarján lakóinak vallási összetétele 2022-ben 
A 2001-es népszámlálási adatok alapján, Salgótarjánban a lakosság több mint fele (65,6%) kötődik valamelyik vallási felekezethez. A legnagyobb vallás a városban a kereszténység, melynek legelterjedtebb formája a katolicizmus (59,5%). A katolikus egyházon belül a római katolikusok száma 25 106 fő, míg a görögkatolikusok 217 fő. A városban népes protestáns közösségek is élnek, főleg reformátusok (1 323 fő) és evangélikusok (863 fő). Az ortodox kereszténység inkább az országban élő egyes nemzeti kisebbségek (oroszok, románok, szerbek, bolgárok, görögök) felekezetének számít, számuk elenyésző az egész városi lakosságához képest (10 fő). Szerte a városban számos egyéb kisebb keresztény egyházi közösség működik. A zsidó vallási közösséghez tartozók száma 29 fő. Jelentős a száma azoknak a városban, akik vallási hovatartozásukat illetően nem kívántak válaszolni (14,4%). Felekezeten kívülinek a város lakosságának 24,7%-a vallotta magát.
A 2011-es népszámlálás adatai alapján, Salgótarjánban a lakosság kevesebb mint a fele (45,6%) kötődik valamelyik vallási felekezethez. Az elmúlt tíz év alatt a városi lakosság vallási felekezethez tartozása jelentősen csökkent, ennek egyik oka, hogy sokan nem válaszoltak. A legnagyobb vallás a városban a kereszténység, melynek legelterjedtebb formája a katolicizmus (39,6%). Az elmúlt tíz év alatt, a katolikus valláshoz tartozók száma negyedével esett vissza. A katolikus egyházon belül a római katolikusok száma 14 683 fő, míg a görögkatolikusok 80 fő. A városban népes protestáns közösségek is élnek, főleg reformátusok (815 fő) és evangélikusok (432 fő). Az ortodox kereszténység inkább az országban élő egyes nemzeti kisebbségek (oroszok, románok, szerbek, bolgárok, görögök) felekezetének számít, számuk elenyésző az egész városi lakosságához képest (6 fő). Szerte a városban számos egyéb kisebb keresztény egyházi közösség működik. A zsidó vallási közösséghez tartozók száma 14 fő. Összességében elmondható, hogy az elmúlt tíz év során minden egyházi felekezetekhez tartozók száma jelentősen csökkent. Jelentős a száma azoknak a városban, akik vallási hovatartozásukat illetően nem kívántak válaszolni (29,3%), tíz év alatt a duplájára nőtt a számuk. Felekezeten kívülinek a város lakosságának 25,1%-a vallotta magát.
2022-es népszámlálás adatai alapján, Salgótarjánban a lakosság kevesebb mint a fele (34,9%) kötődik valamelyik vallási felekezethez. Az elmúlt tíz év alatt a városi lakosság vallási felekezethez tartozása jelentősen csökkent, ennek egyik oka, hogy sokan nem válaszoltak. A legnagyobb vallás a városban a kereszténység, melynek legelterjedtebb formája a katolicizmus (29,6%). Az elmúlt tíz év alatt, a katolikus valláshoz tartozók száma negyedével esett vissza. A katolikus egyházon belül a római katolikusok száma 8834 fő, míg a görögkatolikusok 81 fő. A városban népes protestáns közösségek is élnek, főleg reformátusok (525 fő) és evangélikusok (299 fő). Az ortodox kereszténység inkább az országban élő egyes nemzeti kisebbségek (ukránok, románok, szerbek, bolgárok, görögök) felekezetének számít, számuk az elmúlt 11 év alatt enyhén csökkent (4 fő). A zsidó vallási közösséghez tartózók száma 13 fő. Jelentős a száma azoknak a városban, akik vallási hovatartozásukat illetően nem kívántak válaszolni (44,5%). Felekezeten kívülinek a város lakosságának 20,8%-a vallotta magát.

## Közélete

### Polgármesterei
| Név                     | Hivatali idő | Jelölő szervezet(ek)                                                                              | Forrás, megjegyzések                      |
| ----------------------- | ------------ | ------------------------------------------------------------------------------------------------- | ----------------------------------------- |
| Tolmácsi Ferenc         | 1990–1992    | SZDSZ                                                                                             | Az 1990-es választási eredmények:         |
| Zsély András            | 1992–1994    | Fidesz                                                                                            | Az 1992-es időközi választási eredmények: |
| Puszta Béla             | 1994–2006    | MSZP                                                                                              | Az 1994-es választási eredmények:         |
| Puszta Béla             | 1994–2006    | MSZP                                                                                              | Az 1998-as választási eredmények:         |
| Puszta Béla             | 1994–2006    | MSZP                                                                                              | A 2002-es választási eredmények:          |
| Székyné Sztrémi Melinda | 2006–2014    | Fidesz                                                                                            | A 2006-os választási eredmények:          |
| Székyné Sztrémi Melinda | 2006–2014    | Fidesz                                                                                            | A 2010-es választási eredmények:          |
| Dóra Ottó               | 2014–2015    | MSZP-DK-Együtt-Tarjáni Városlakó Egyesület-ST                                                     | A 2014-es választási eredmények:          |
| Fekete Zsolt            | 2016–2024    | MSZP-DK-TVE                                                                                       | A 2016-os időközi választási eredmények:  |
| Fekete Zsolt            | 2016–2024    | Salgótarján, Szeretem Egyesület-DK-Jobbik-LMP-Momentum-MSZP-Párbeszéd-Tarjáni Városlakó Egyesület | A 2019-es választási eredmények:          |
| Kreicsi Bálint          | 2024–        | Fidesz- KDNP-Hajrá, Salgótarján! Egyesület                                                        | A 2024-es választási eredmények:          |

A városban 2016. február 28-án időközi polgármester-választást tartottak, mert az előző polgármester, Dóra Ottó 2015. november 29-én elhunyt. Az időközi választást a korábbi alpolgármester nyerte, aki a győzelmét a következő, 2019-es önkormányzati választáson is meg tudta ismételni.

### A 2024-es önkormányzati választás eredménye
- A polgármester-választás eredménye[51]

| Jelölt neve             | Jelölő szervezet(ek) | Jelölő szervezet(ek)                          | Szavazatok száma | Szavazatok aránya |
| ----------------------- | -------------------- | --------------------------------------------- | ---------------- | ----------------- |
| Kreicsi Bálint          |                      | Fidesz – KDNP – Hajrá, Salgótarján! Egyesület | 6346             | 46,58%            |
| Dr. Huszár Máté         |                      | SSZE – DK – MSZP – Párbeszéd- ZÖLDEK – Jobbik | 4981             | 36,56%            |
| Dr. Ferkó Attila György |                      | Jobb Páholy Egyesület                         | 1061             | 7,79%             |
| Rákos Tamás             |                      | Nép Pártján                                   | 482              | 3,54%             |
| Nagy Attila             |                      | Munkáspárt                                    | 97               | 0,71%             |
| Összesen                |                      |                                               | 13 623           | 100%              |

- A képviselőtestület-választás eredménye[52]

| Párt | Párt                                          | Mandátumok | Képviselő-testület | Képviselő-testület | Képviselő-testület | Képviselő-testület | Képviselő-testület | Képviselő-testület | Képviselő-testület | Képviselő-testület | Képviselő-testület | Képviselő-testület | Képviselő-testület |
| ---- | --------------------------------------------- | ---------- | ------------------ | ------------------ | ------------------ | ------------------ | ------------------ | ------------------ | ------------------ | ------------------ | ------------------ | ------------------ | ------------------ |
|      | Fidesz – KDNP – Hajrá, Salgótarján! Egyesület | 9          | P                  |                    |                    |                    |                    |                    |                    |                    |                    |                    |                    |
|      | SSZE – DK – MSZP – Párbeszéd- ZÖLDEK – Jobbik | 5          |                    |                    |                    |                    |                    |                    |                    |                    |                    |                    |                    |
|      | Jobb Páholy Egyesület                         | 1          |                    |                    |                    |                    |                    |                    |                    |                    |                    |                    |                    |

## Gazdasága

### Ipar
Salgótarján iparának meghatározó elemei (vagy elemei voltak) a gépgyártás, a nehézipar, a szénbányászat és az üveggyártás.
Salgótarjánban 1893 óta működik huta, ahol palackok, poharak gyártásával foglalkoznak. A salgótarjáni üveggyártásra jellemző volt a csiszolt üveg. A gyár már nem az eredeti helyén működik, hanem az egykori üveggyapotgyár épülete ad otthont az üveggyárnak. A régi Öblösüveggyár területén lévő épületek többségét lebontották. A nehézipar a városra erősen rátelepült, ennek köszönhető a Salgótarjáni Kohászati Üzemek 1868-es megalapítása amely a Rimamurány-Salgótarjáni Vasmű Rt. tulajdonában működött. Ma már a gyár bezárt, egyáltalán nem működik. Az acélgyárhoz hozzátartozott az Ötvözetgyár is, amely már szintén nem működik. A városban az üveggyártás másik ága a tömeges síküveggyártás is jelen volt az 1990-es évek közepéig. A későbbi jogutód cég 2009-ben került felszámolás alá. A gyár bezárása után az épület sokáig üresen állt, az üveggyapotot gyártó URSA Salgótarján Üveggyapot Kft. raktára volt. Az üveggyapotgyártás 2009-es felszámolása után az épület újra üres lett, 2012 után pedig lebontották. A gépgyártás képviselői a Bányagépgyár és a BRG salgótarjáni üzeme már nem működik (utóbbi üzem épületeit 2009-ben lebontották), egyedül a vegyipari gépgyár működik rendesen, de az üzemeltető cég a csőd miatt leépítésre kényszerült.
Salgótarján jelenlegi iparát a város déli határának környékén működő ipari park üzemei, a még működő tűzhelygyár és a vegyipari gépgyár, valamint az újraélesztett öblösüveggyár határozzák meg.

### Szénbányászat
1847-től Hyeronimus Morsbrugger bécsi vállalkozó Weber Alajos mérnökkel szén után kutatott a falu közelében és 1850-ben barnakőszenet fedeztek fel. Beindult a bányászat, majd az erre alapuló ipar, így a település is gyors növekedésnek indult. Az 1860-as évek végén megalakult az akkori idők egyik legnagyobb társasága: a Salgótarjáni Kőszénbánya R.T. A kitermelt szén nagy részét az országon belül használták fel – főleg a helyi acélgyárba szállították –, de exportra is sor került. 1970-ben a bánya bezárt a gazdaságtalan kitermelés és a tartalék kifogyása miatt. Azóta az egyik belterületi vájat helyén, az egykori József lejtősakna egyes szakaszainak felhasználásával bányamúzeum működik a városban. A látogatók nagy kedvence a bányaló.

## Oktatás
Bölcsődék és óvodák
Salgótarjánban 1999-ig hat bölcsőde üzemelt, amelyet mind bezártak. Sokáig Salgótarján volt az egyetlen olyan megyeszékhely ahol nem üzemelt bölcsőde. 2013-tól azonban a kormány 1,1 milliárd forintos támogatást nyújtott az észak-magyarországi régió elmaradott területeinek bölcsőde építésére. Ennek keretében valósult meg 2014-ben, zöldmezős beruházásként egy új, 57 gyermek befogadására alkalmas bölcsőde építése Károlyakna városrészben, a Gerber Frigyes közben.
Salgótarjánban 13 óvoda működik. Ezekből 12 önkormányzati tulajdonú, utóbbiak 2006 óta összevont rendszerben működnek.
| Óvodák listája | Óvodák listája |
| --- | --- |
| - Mackóvár Központi Óvoda - Aprófalva Tagóvoda - Baglyasi Tagóvoda - Gyermekkert Tagóvoda - Hétszínvirág Tagóvoda - Körúti Tagóvoda - Mesekert Tagóvoda | - Napsugár Tagóvoda - Nyitnikék Tagóvoda - Pitypang Tagóvoda - Szivárvány Tagóvoda - Vadvirág Tagóvoda - Jó pásztor Katolikus Óvoda |

Iskolák
Salgótarjánban 11 általános iskola, 7 középiskola és 2 kollégium található; az általános iskolák a költségcsökkentés érdekében 2006 óta összevontan működnek. A városban 1923 óta működik középiskola. 1972-ben a Budapesti Gazdasági Főiskola Pénzügyi és Számviteli Kara kihelyezett intézetet nyitott. A felsőoktatási intézményhálózat átalakításáról szóló 1999. évi LII. törvény értelmében a főiskola – így a salgótarjáni intézet is – 2000. január 1-jétől a Budapesti Gazdasági Főiskola részévé vált. A hallgatói létszám közel ezer fő. A főiskola egészen 2013-ig működött. Az intézményt a csökkenő hallgatói létszám miatt zárták be. A város önkormányzata 2013 nyarán Zalaegerszegre látogatott, hogy az ottani főiskola működését tanulmányozzák, ugyanis a városvezetés a megszüntetett Budapesti Gazdasági Főiskola Pénzügyi és Számviteli Kara helyett egy új főiskola alapítását tervezte, a Miskolci Egyetem, a Budapesti Műszaki Egyetem vagy az Óbudai Egyetem integrációjában, mérnökképzési céllal.
| Általános iskolák | Általános iskolák |
| --- | --- |
| - Gagarin Intézményegység - Kodály Zoltán Tagiskola - Petőfi Sándor Tagiskola - Arany János Tagiskola - Bóna Kovács Károly Tagiskola - Bóna Kovács Károly Diákotthon | - Beszterce Lakótelepi Tagiskola - Dornyai Béla Tagiskola - Illyés Gyuláné Speciális Iskola - Váci Gyula Művészeti Iskola - Uzoni Péter Gimnázium és Általános Iskola |

| Középiskolák |
| --- |
| - Madách Imre Gimnázium és Szakközépiskola - Bolyai János Gimnázium és Szakközépiskola - Stromfeld Aurél Gépipari, Építőipari és Informatikai Szakgimnázium és Szakközépiskola - Kereskedelmi és Vendéglátóipari Szakközépiskola - Borbély Lajos Építőipari Szakközépiskola Szakiskola Kollégium - Kanizsai Dorottya Egészségügyi Szakközépiskola - Táncsics Mihály Közgazdasági Szakközépiskola |

| Főiskolák                                                           |
| ------------------------------------------------------------------- |
| - Budapesti Gazdasági Főiskola Pénzügyi és Számviteli Kar (2013-ig) |

## Kultúra
Salgótarján régebbi kultúrákkal nem nagyon rendelkezik az 1960-as évek, 1970-es évek eleji fejlődések miatt. A török korból nem maradtak emlékek, így a környék török kultúrákkal nem, vagy csak csekély részben rendelkezik. A főbb kulturális értékek a palóc hagyományok. Az itt megrendezett műsorok is erről szólnak.
Salgótarjánban minden évben megrendezik a Nemzetközi Dixieland Fesztivált. Ilyenkor híres dzsesszzenekarok látogatnak el a városba.
A Nógrádi Folk-és szlovák napok egy Szlovákiával közösen rendezett népművészeti hagyományokat őrző néptánc és népzene (2009-től palóc ételkülönlegességek bemutatója) turnéműsor amelyet 1996. július 31. óta minden évben megrendeznek.
A városi kultúra hírnevének öregbítői még néhány zenekar és színművészeti előadócsoport amelyek kiemelkedő sikereket érnek el.

### Kulturális intézmények
- József Attila Művelődési és Konferencia Központ[74]
- Balassi Bálint Megyei Könyvtár[74]
- Dornyay Béla Múzeum és Bányászati Kiállítóhely
- Kohász Művelődési központ[74]
- Apolló mozi
- Ifjúsági Információs és Tanácsadó Iroda[halott link]
- Nógrád Megyei Pedagógiai, Közművelődési Szakmai Szolgáltató és Szakszolgálati Intézet[74]
- Zenthe Ferenc Színház

### Rendezvények
Kulturális rendezvények 
- Nemzetközi Dixieland Fesztivál (minden év májusa[72])
- Nógrádi Folklór Fesztivál (minden év július 31.[73][75])
- Augusztus 20-i ünnep (augusztus 20.[75])
- Bányarém fesztivál[75]

Sportrendezvények
- Tanévnyitó futás
- október 23-i emlékfutás
- Gabora Gála (futball), (futsall)
- Salgó Rallye (autósport)
- Tarján Kupa (kerékpárverseny)[75]

### Együttesek, alapítványok
- Dűvő Zenekar
- Nógrád Táncegyüttes
- Vertich Színpadstúdió
- KiViSZi Színházi Műhely
- Forgószínpad Stúdió
- KOMÉdiák színpad
- Impro' színpad
- Rézcsövű Baglyok
- Salgótarjáni Bányász-Kohász Fúvószenekar[76]

### Média
A városi médiában a salgótarjáni Városi TV játszik nagy szerepet, hiszen ez ad hírt a város mindennapi életéről. Ezeken kívül vannak elektronikus és írott sajtók is.
Írott sajtók
- Nógrád Megyei Hírlap
- Ma Salgótarján
- FiGYusz városi diákmagazin
- Tarjáni Mozaik
- NEXT magazin

Elektronikus sajtók
- Városi TV

Salgótarján és környéke főbb rádióadó
- Rádió 1
- Petőfi Rádió

## Egészségügy

### A Szent Lázár Megyei Kórház
1870 óta működik a településen kórház, amely kezdetben bányakórház volt. Az akkori épület túlságosan kicsinek bizonyult a város lakosságához képest, ezért egy új, nagyobb kórház megnyitására volt szükség. 1960-ban megnyitotta kapuit a Nógrádi Megyei Kórház. A 8 emelet magas épület az egykori katonai laktanya helyére épült. Csakhamar ez is kevésnek bizonyult, így újabb bővítésre volt szükség. 1984-ben a laktanya központ épületébe is betelepült a kórház, 1986-ra pedig járóbeteg szakellátó központ (SZTK) épült fel. 1994-ben az önkormányzat pályázaton 10 milliárd forintot nyert. Ezáltal 2001-ben megkezdték a kórház teljes átépítését amelynek I. ütemével 2002-re végeztek. A II. ütemben a rendelőintézet és az idegosztály épülete (a volt laktanya központi épülete) is megújult. Ezzel 2006-ra végeztek. 2008-ban a Rendelőintézet és a Kórház között átjáró függőfolyosó épült, 2009. március 2-án pedig átadták a már régóta terven lévő helikopterleszállót.

### Tüdőgondozó
1899 óta működik ilyen intézmény Salgótarjánban. Kezdetben egy ún. egészségházban majd 1977-től a SZÜV egyik használaton kívüli épületébe költözött. A kórház felújítása alatt ide költözött a ideggyógyászat. 2006 óta az 1971 óta használt épület lakatlan. Egykoron ebben működött a városi fogászat is. Ma mind a kettő a kórház „A” épületében található.

### Mentőállomás
A mentőállomás Bem utca 5 alatt található

## Turizmus

### Látnivalói
Salgótarján környékén rengeteg várral (várrommal) találkozunk. Ilyen például: Salgó és Somoskő vára amelyek a leglátogatottabbak. A múzeumok a város szívében bújnak meg a kíváncsi turista szemei elől, hiszen a lakótelepi épületek között ma már alig találkozunk az 1960-as évek előtt épített házakkal. Ez alól kivétel a Vásártér és a Rokkant telep házai. Itt található Magyarország egyetlen föld alatti bányamúzeuma, valamint egy csak horgászati célra használt víztározó. A turisztikai célpontok főleg a város északi részén találhatók. Délen inkább az ipar hódít teret. 2001 óta található Baglyasalján egy szoborpark, ahol a városban a szocializmus idején álló szobrok találhatók. Fontos látnivalók még a templomok és a kulturális intézmények sokasága.

- Salgó vára
- Bányamúzeum
- Báthory-szobor
- Dornyay Béla Múzeum
- Somoskő vára
- Karancs kilátó
- Kálvária és a Magyar Feltámadás Barlang (Trianon-emlékhely)[80]
- Radnóti-szobor
- Tó-strandi Víztározó
- Csillagászati obszervatórium
- Városháza
- Városi strand

### Templomok
Salgótarjánban 7 templom található. Ezek közül négy római katolikus, egy görögkatolikus, egy református és egy evangélikus templom.

#### A zagyvapálfalvai Jézus Szíve templom
Salgótarján déli részén, a 21. sz. főút mellett található a főplébánia-templom.
Az egész község összefogásával, a Salgótarjáni Kőszénbánya Rt., az Üveggyár, a helyi vezetők és Demeter Bertalan esperes-plébános támogatásával építették fel dr. Fábián Gáspár építész ókeresztény bazilika stílusában készült tervei szerint. Az építést Jerskó Béla és Tihanyi Kálmán helyi építőmesterek vezették a hívek jelentős saját munkájával. Ötezer fő jelenlétében 1933. július 30-án Jézus Szíve tiszteletére Pájer János rozsnyói káptalani helynök szentelte fel. A templom belső elrendezését az alapító plébános irányította. A főhajót szegélyező két mellékhajó üvegablakain Majoros Károly a keresztút, a szentélyben lévő három üvegablakon Jézus Szentséges Szíve, a Boldogságos Szűz Mária és Szent József egész alakos képét jeleníti meg. A szentély diadalívén a Te Deum mondata: „Téged Isten dicsérünk” két oldalán a Bóna Kovács Károly alkotta angyalokkal.
Az oltártól balra egy bányász örökmécsest tart, jobbra pedig a bányászok védőszentje Szent Borbála látható, ui. a községben sok bányász élt.
A harangtoronyban 1944-ig függött három harangot 1933-ban Szlezák László aranykoszorús harangöntő mester készítette. A középső harangot hadi célra a második világháborúban elvitték. A nagyharang felirata: „Ennek a harangnak minden kondulása vésse mélyebbre e község minden lakosának a töretlen hűségét Istenhez, a hősök vérével megszerzett hazához és felejthetetlen hőseink emlékéhez.”
A templom alapító plébánosát, Demeter Bertalan esperest 1945-ben bekövetkezett halála után Kuchta András esperes követte (1945–1968), aki a templomban tartotta vasmiséjét. Mindketten a templom kertjében, 1934-ben állított kőkereszt előtt nyugszanak. 1968-tól Bizják László érseki tanácsos, 1981-től pedig Ponyi Artúr kanonok, aki aranymiséjét is itt tartotta, majd 1998-tól Hlédik László, 2000-től pedig Deák Mihály apát-esperes volt a plébános.
Rendszeresen járnak fiatalok is a szentmisére, 2008-ban megalakították énekkarukat és adventi gyertyagyújtásokat is tartanak. Minden hónap 25-én, a međugorjei Mária-jelenés napján engesztelést tartanak a környékbeli plébánosok és hívek részvételével (keresztút, szentségimádás, rózsafüzér, ünnepélyes szentmise). Elsőpénteken Jézus Szíve-misét mondanak (ünnepi litániával), néhány csütörtökön papi hivatásokért imádkoznak. A két koszorúból álló (több mint 30 fős) rózsafüzér-társulat minden szentmise előtt rózsafüzért imádkozik egy-egy szándékra: papi hivatásokért, országunkért, a betegekért, dolgozókért és a fiatalokért.
2018. június 10-én Beer Miklós váci megyéspüspök Jézus Szent Szíve ünnepi szentmiséjén, a templom 85. születésnapja alkalmából Boldog Meszlényi Zoltán vértanú püspök csontereklyéjét ajándékozta a templomnak. Az ereklye alá a mártíromság színhelye, a Kistarcsai Központi Internálótábor szögesdrótjából vett darabot helyeztek.

#### Római katolikus templom (Baglyasalja)
A templom Blankenberg János tervei alapján készült 1934-ben. A templom falait díszítő freskókat Bóna Kovács Károly készítette

#### Ferences rendi templom
Az Acélgyári úton található műemlék jellegű templomot és a hozzátartozó volt rendházat 1934 és 1936 között Szontágh Pál tervei alapján a ferences rend építtette. A ferencesek 1950-ig működtek itt. Védőszentje Szent József. A templom tornyában 4 harang lakik melyek között az 1630 kg-os nagyharang Nógrád megye legnagyobb harangja.

#### Kisboldogasszony templom (Salgótarján)
Egy Árpád kori templom alapján helyezkedik el. 18. században épült barokk stílusú templom, melyet Kisboldogasszony tiszteletére építettek. 1821-ben egy tűzvészben megrongálódott templomot, 1866-ban újították fel. 1900-ban három neobarokk templomhajót kapott. 1914-ben a három templomhajót megosztották és kibővítették. A toronycsarnokból a hajóba vezető ajtó a barokk épület megmaradt főbejárata. Mögötte a barokk egyhajós rész következik, két boltszakasszal. A fő- és az északi oldalhajó három, a déli oldalhajó négy boltszakaszos kialakítású. A templom belső terét süvegboltozat fedi. Tornyában 3 harang lakik, nagyharangja 1130 kg-os.
Látványosságként itt található Bóna Kovács Károly Szent József oltára.

#### Római katolikus templom (Zagyvaróna)
Az 1973-ig a bányatelepekkel együtt önálló közigazgatású Zagyvarónán álló templom hajója és szentélye 19. századi eredetű, toronnyal az 1896-os felújítás során bővítették.
A templom főoltára és szószéke barokk stílusú. A falképeket Bátki József 1934-ben festette.

#### Református templom
Lejtős terepen épült föl 1928–1929 között a Losonci úton. Középtornyos támpillérekkel rendelkezik.

#### Evangélikus templom (Salgótarján)
Neoromán stílusú templom. Szvoboga Jakab tervei alapján készült el 1882 augusztusában a Salgó utat és a Füleki utat elválasztó hegyen a 21-es és 2303-as utak találkozásánál. A templomhoz 63 lépcsőfok vezet fel a Salgó útról. 790 kg-os nagyharangja Nógrád megye harmadik legnagyobb evangélikus harangja.

## Sportélete
Salgótarján sportélete ma már nem olyan, mint régen. Salgótarjánt legjobban a futballról ismerték évekkel ezelőtt, mára már ez is letűnt. A legismertebb év az az 1970/71-es volt, amikor is az SBTC 3. helyezést ért el az NB I-ben. A csapat, miután a 2014–15-ös szezonban kiesett az NB III keleti csoportjából, kisebb válságot élt át. Végül a Diósgyőri VTK-t és az Eger SE-t is működtető Borsodsport Inverness Kft., az önkormányzattal közösen 95%-os részesedést vállalt (az SBTC 5%-ot). A három szervezet közösen létrehozta az SBTC Sport Kft.-t, melynek ügyvezetője Czékmany József lett, a csapat a 2016-17-es szezonban a Nógrád megyei első osztályban szerepel.
Az egyik legnagyobb sikert az hozta, hogy a Wamsler SE Salgótarján kosárlabdacsapata bejutott az NB I/B-be, ahol a 2008/2009-es évadot 2. helyezettként zárta. Az NB I/B Keleti csoportban 1. helyezett lett, és továbbjutott a rájátszás döntőbe, ahol a SMAFC-NYME-vel játszott. Ugyan kikapott a 2. és a 3. mérkőzésen, de a csapat így is szép eredményt ért el. Júniusban a Sopron visszalépett így a salgótarjániak indulhatnak az A csoportban.
A sportintézmények száma is bővelkedik. Itt található Magyarország legmodernebb technikájával felszerelt és különleges fatetőszerkezettel rendelkező sportcsarnoka, illetve a legszebb fekvésű futballpálya. A lovardák általában a kisebb völgykatlanokban bújnak meg, hogy tereplovaglási lehetőségeket is nyújtsanak.

### Sportcsapatok
- Salgótarjáni Barátok Torna Club
- STC Salgótarján
- SAC
- Salgótarján Tornádó SE
- Salgótarján Triatlon Klub
- Salgótarjáni Hegyikerékpáros Egyesület
- Lendület Sportegyesület, Tenisz Egyesület
- Horgász Egyesületek Megyei Szövetsége
- Sportági Szakszövetségek és Sportbizottságok Szövetsége
- Salgótarjáni Strandépítők KC
- Dornyay Tájfutó SE
- Salgótarjáni KSE[89]
- Skorpió SE Salgótarján
- Építők KC-Forgách SE
- Salgótarjáni Boksz SE
- Havanna Táncstúdió Sportegyesület Salgótarján
- SALGÓZD TK

### Sportintézmények
- Városi Sportcsarnok
- Városi Uszoda
- Tatárárok Stadion
- Sportcentrum
- Szojka Ferenc Stadion
- Zagyvai Lovarda
- Korbáss-tanya
- Kakukk lovarda

## Testvérvárosai és partnervárosai
Salgótarján jelenleg négy európai ország öt városával tart fenn testvérvárosi, három másik országból pedig egy-egy várossal partnervárosi kapcsolatokat. Az együttműködés az egyes városokkal szerződéseken alapul. A kapcsolattartás másik formája az alkalmankénti tapasztalatszerző megbeszélésekben jelenik meg. Régebben testvérvárosi kapcsolata volt az oroszországi (akkor még Szovjetunió-beli) Kemerovóval is.
| Város             | Ország             | Kapcsolat jellege                  | Kapcsolatfelvétel időpontja |
| ----------------- | ------------------ | ---------------------------------- | --------------------------- |
| Besztercebánya    | Szlovákia          | Testvérvárosi kapcsolat            | 1975                        |
| Gliwice           | Lengyelország      | Testvérvárosi kapcsolat            | 1991                        |
| Losonc            | Szlovákia          | Testvérvárosi kapcsolat            | 2003                        |
| Vantaa            | Finnország         | Testvérvárosi kapcsolat            | 1977                        |
| Vigarano Mainarda | Olaszország        | Testvérvárosi kapcsolat            | 1996                        |
| Urikány           | Románia            | Testvérvárosi kapcsolat            | 2010                        |
| Kemerovo'         | Oroszország        | Elfeledett testvérvárosi kapcsolat | 1975                        |
| Doncaster         | Egyesült Királyság | Partnervárosi kapcsolat            | alkalmankénti találkozó     |
| Nacka             | Svédország         | Partnervárosi kapcsolat            | 1992                        |
| Valenciennes      | Franciaország      | Partnervárosi kapcsolat            | 1992                        |

## Idézetek Salgótarjánról
| „                                | Tarjánba jöttem. Itt vagyok megint/ És jöttem mint / Mekkába szokás / Felém emlék ezernyi int/ pedig minden be más, be más. | ” |
| – Erdődy Mihály: Tarjánba jöttem | |   |

| „                              | A salgói hegyek között / elindultak a fák halni / A torra már minden átöltözött / s én a halált mentem vigasztalni . | ” |
| – Molnár Béla: Jelek az őszben | |   |

| „                      | Nógrád s Gömör közt hosszan nyúlik el /A Mátra egyik erdőséges ága, Miként sörényes, elfáradt oroszlán, Nézvén sötéten messze tájakig. /E hegytetői kősziklára ül /Borús napokban a pihenni vágyó /Terhes felhőknek vándor serege; / Ez a műhely, hol a komor kovács, A dörgedelmes égiháború / Készítni szokta a villámokat, / Haragvó isten égő nyilait.. | ” |
| – Petőfi Sándor: Salgó | |   |

## Híres salgótarjániak

### Itt születtek, itt éltek
- 1884. december 23-án Lengyel Géza botanikus, agrobotanikus, a Magyar Tudományos Akadémia tagja († 1965)
- 1896. július 21-én Schlattner Jenő Kossuth-díjas gépészmérnök, a kémiai tudományok kandidátusa († 1975)
- 1897. október 15-én Bóna Kovács Károly szobrász, festő, művésztanár († 1970)
- 1920. április 24-én Zenthe Ferenc A Nemzet Színésze címmel kitüntetett, Kossuth-díjas és kétszeres Jászai Mari-díjas magyar színművész, érdemes és kiváló művész († 2006)
- 1928. február 9-én R. Várkonyi Ágnes Széchenyi-díjas magyar történész, művelődéstörténész, egyetemi tanár, a Magyar Tudományos Akadémia rendes tagja († 2014)
- 1930. június 12-én Vasas Károly Munkácsy Mihály-díjas szobrászművész, érdemes művész († 1992)
- 1930. szeptember 17-én Vilezsál Oszkár olimpiai bronzérmes labdarúgó († 1980)
- 1931. április 7-én Szojka Ferenc magyar válogatott labdarúgó († 2011)
- 1933. július 9 Komlóssy Erzsébet Kossuth-díjas, Liszt Ferenc-díjas magyar opera-énekesnő (mezzoszoprán) († 2014)
- 1933. augusztus 25-én Gaál István Kossuth-díjas, Balázs Béla-díjas magyar filmrendező, fényképész, operatőr († 2007)
- 1944. szeptember 19-én Básti István olimpiai bajnok labdarúgó
- 1946. szeptember 6-án Szalay Miklós, olimpiai bajnok labdarúgó
- 1949. február 26-án Hollai Kálmán  színművész († 2022)
- 1953. április 21-én Kovács István válogatott labdarúgó
- 1954. október 9-én itt született Kozmács István magyar nyelvész, finnugrista, műfordító
- 1957. február 6-án Snétberger Ferenc Kossuth-díjas és Liszt Ferenc-díjas gitárművész
- 1962. május 1-én Handó Tünde jogász, az Országos Bírósági Hivatal (OBH) első elnöke
- 1962. augusztus 2-án Alapi István gitáros, zeneszerző, az Edda Művek tagja
- 1963. június 8-án Pándy Piroska Liszt Ferenc-díjas opera- és operett énekes
- 1963. július 14-én Juhász Gábor magyar politikus, a Bajnai-kormány második polgári titkosszolgálatokat felügyelő tárca nélküli minisztere
- 1965. január 27-én Sándor Klára nyelvész, dékánhelyettes, országgyűlési képviselő
- 1966. május 7-én Pintér Attila magyar válogatott labdarúgó, labdarúgóedző
- 1967. április 17-én Urbányi István magyar válogatott labdarúgó, középpályás, edző.
- 1974. január 4-én Gáspár Győző cigány származású magyar „showman”, művésznevén „Győzike”
- 1978. február 7-én Kovács Péter magyar válogatott labdarúgó
- 1984. december 10. Lipták Zoltán magyar válogatott labdarúgó
- 1988. november 24-én Oláh Gergő énekes
- 1990. március 30-án Simon András labdarúgó
- 1996. augusztus 17-én Radics Gigi énekesnő

### A város díszpolgárai
- Al Ghaoui Hesna (2012) riporter, külpolitikai újságíró
- Dóra Ottó (2016) polgármester
- Czinke Ferenc grafikus
- Magyar Géza kétszeres Ybl-díjas, állami díjas építész[95]
- Csongrády Béla (2004) helytörténész, közíró
- Förster Kálmán polgármester
- Gressai Sándor a Nógrád Megyei Kereskedelmi és Iparkamara elnöke
- Herold László tanár, iskolaigazgató
- Homoga József (2018) a Nógrád Megyei Fotóklub elnöke
- Jecsmenik Andor (1926- 2013) (2017, posztumusz)[96]
- Mecser Lajos (2009) hosszútávfutó
- Molnár Pál helytörténész, múzeumigazgató
- Róth Flóris (1936) bányamérnök
- R. Várkonyi Ágnes (2004) történész
- Snétberger Ferenc (2002) gitárművész
- Szabó István (1976) szobrász
- Szvircsek Ferenc (2015) történész-muzeológus
- Zenthe Ferenc (2003) színművész

## A város az irodalomban, filmekben
- Salgótarján a helyszíne Solymár József Megöltek egy leányt című írásának és az abból készült filmnek, mely utóbbinak a forgatása is itt zajlott.[97][98][99]

## Képgaléria
- A Tó-strand
- Salgótarján, légi fotó
- Körforgalom a Rákóczi út, a Salgó út, és a Füleki út kereszteződésében
- Tél a Főteren 2006-ban Szilveszterkor
- Kacsák a befagyott Tó-strandi víztározón
- A somoskői bazaltorgona

## Ajánlott irodalom
- Salgótarjáni új almanach (szerk. Cs. Sebestyén Kálmán, Szvircsek Ferenc), Nógrádi Történeti Múzeum Baráti Köre, Salgótarján, 1997 ISBN 963 7224 440
- A Karancs-Medves és a Cseres-hegység Tájvédelmi Körzet, Nógrád és Gömör határán (szerk. Kiss Gábor, Baráz Csaba, Katarina Gaálová, Judik Béla), Bükki Nemzeti Park Igazgatóság, Eger, 2007 ISBN 978-963-87289-2-0
- Dr. Gajzágó Aladár: Salgótarjáni iparvidék, 1966
- Nógrád megye közigazgatási és területi változásai (1872–2005) (szerk. Galcsik Zsolt), Salgótarján, 2005
- Póczos Sándor: Salgótarján képes levelezőlapokon 1898-1948, Salgótarján Önkormányzata, 2012 ISBN 978-963-88059-7-3